# هوتم
هوتم (به هلندی: Houthem) یک روستا در هلند است که در فالکن‌بورخ ان‌ده خئول واقع شده‌است. هوتم ۱٬۵۶۰ نفر جمعیت دارد.